# Histoire d'un regard
Pour plus de détails, voir Fiche technique et Distribution.
Histoire d'un regard est un film documentaire français réalisé par Mariana Otero et sorti en 2019.

## Synopsis
Exploration des milliers de clichés du photoreporter Gilles Caron disparu au Cambodge en avril 1970.

## Fiche technique
- Titre : Histoire d'un regard
- Réalisation : Mariana Otero
- Scénario : Mariana Otero, avec la collaboration de Jérôme Tonnerre
- Musique : Dominique Massa
- Photographie : Hélène Louvart et Karine Aulnette
- Son : Martin Sadoux
- Montage son : Raphaël Girardot
- Mixage : Nathalie Vidal
- Montage : Agnès Bruckert
- Production : Archipel 33
- Distribution : Diaphana Distribution
- Pays d’origine :  France
- Durée : 93 minutes
- Dates de sortie :
  - France : 23 novembre 2019 (Festival international du film d'histoire de Pessac) ; 29 janvier 2020 (sortie nationale)

## Distinction

### Nomination
- César 2021 : Meilleur film documentaire[1]